# Kunstenaarsinitiatief
Een kunstenaarsinitiatief is een door kunstenaars opgezette en beheerde tentoonstellingsruimte of galerie voor beeldende kunst. Er zijn in Nederland sinds de jaren zeventig vele kunstenaarsinitiatieven ontstaan. 
Een kunstenaarsinitiatief is meestal gebonden aan een bepaalde plek, dit in tegenstelling tot losvaste kunstenaarsgroepen die voortkomen uit een gemeenschappelijke stijl van werken, of belangenorganisaties met leden uit het gehele land. In sommige gevallen kan men spreken van een kunstcollectief, dit zijn vaak productie gemeenschappen zoals ateliergebouwen. 

## Andere vormen

### Belangenvereniging
Een belangenvereniging behartigt de belangen van een groep kunstenaars.
Een voorbeeld is de Belangenvereniging Zwolse Kunstenaars (BZK). Deze werd opgericht (1987) omdat de Beeldende Kunstenaars Regeling (BKR) door de Nederlandse overheid werd beëindigd en daarmee de zekerheid van inkomen voor de kunstenaars wegviel. Een ander voorbeeld is de Gemeenschap Beeldende Kunstenaars (GBK) in Gelderland.

### Beroepsvereniging
Beroepsverenigingen die vooral de economische belangen dienen noemt men vakbonden; daarvan zijn FNV Bond voor Creatieven (de kunstenbond KIEM van de FNV) en de Beroepsvereniging van Beeldende Kunstenaars (BBK) de bekendste. De eerste verenigingen van deze soort waren de Sint-Lucasgilden. De Gemeenschap Beeldende Kunstenaars in Gelderland was met driehonderd professioneel werkende kunstenaars als leden een van de grootsten van zijn soort.

### Beweging
De Groep Scorpio was een Nederlandse kunstenaars-beweging van kunstenaars die zich begin zestiger jaren verzette tegen de manier waarop in Nederland, in het bijzonder in het kunstcentrum van Amsterdam, de kunstenaar in de gelegenheid werd gesteld te exposeren.

### Broedplaats
In Amsterdam is een beleid ontwikkeld om de vestiging van verschillende soorten kunstenaars in betaalbare ateliers mogelijk te maken; het broedplaatsenbeleid. Broedplaatsen zijn bedrijfsverzamelgebouwen voor kunstenaars. Ook expositieruimtes van beeldend kunstenaars kunnen zo genoemd worden. Het gemeentelijk broedplaatsenbeleid wordt gecoördineerd door Bureau Broedplaatsen en is gericht op huisvesting van twee doelgroepen: professionele kunstenaars en broedplaatsgroepen. 
Er zijn vele partijen in Amsterdam actief om meer broedplaatsen te realiseren of te behouden onder andere door kantoren te verbouwen. Het gaat daarbij om organisaties van kunstenaars, subculturele groepen, vrijplaatsen en creatieve of culturele ondernemers. Het is echter niet alleen de doelgroep zelf die meerwaarde ziet in betaalbare ruimte voor de creatieven. Ook corporaties en commerciële ontwikkelaars, makelaars en vastgoedeigenaars zijn bereid mee te werken en te betalen aan broedplaatsen.
Zo zijn er op initiatief van de Stichting Open Ateliers Amsterdam Zuidoost in samenwerking met een woningbouwvereniging meerdere ateliercomplexen ontwikkeld in Amsterdam Zuidoost.

### Kunstenaarscollectief
Een kunstcollectief is een hechte gemeenschap van kunstenaars die zich ten doel stelt het werk van deze kunstenaars op diverse plaatsen onder de aandacht te brengen. Soms kan een collectief gericht zijn op de gezamenlijke productie van kunst, zoals het collectief Kukuluku dat in de jaren zeventig muurschilderingen maakte in het oude stadsgebied van Amsterdam.

### Kunstenaarskolonie
Aan het einde van de 19e eeuw ontstonden er ook dorpen met veel kunstenaars, kunstenaarskolonies, zoals Walden bij Bussum, Plasmolen in Noord-Limburg en Worpswede bij Bremen. Een hedendaagse variant daarvan is het kunstenaarsdorp Ruigoord bij Amsterdam.

### Kunstenaarsvereniging
Er bestaan in Nederland kunstenaarsverenigingen met een respectabele leeftijd zoals de Onafhankelijken of Arti et Amicitiae in Amsterdam, die honderd jaar en langer bestaan. Deze verenigingen dienen ter wederzijdse uitwisseling. Zo organiseerde de Onafhankelijken jarenlang een inloopatelier voor modeltekenen. Arti et Amicitiae heeft een eigen tentoonstellingsruimte en kan als gezelligheidsvereniging beschikken over besloten sociëteit aan het Rokin in Amsterdam.

### Kunstkring
Voorbeelden van een kunstkring zijn de Koninklijke Kunstkring van Leuven, de activiteit van deze kunstkring bestond voornamelijk uit het organiseren van groepstentoonstellingen en de Kunstkring het Zuiden, deze streefde niet alleen naar een economische opleving van Vlissingen maar wilde ook het culturele leven naar een hoger peil brengen.

### Kunstopleiding
Soms voelen kunstenaars behoefte aan een nieuw soort kunstopleiding, zoals het Bauhaus, opgericht door Walter Gropius in Weimar in 1919, of de Ateliers in Haarlem, opgericht in 1963 door onder anderen Ger Lataster.

### Kunststroming
Soms ontstaat een kunstenaarsgroep doordat de kunstenaars allen in dezelfde stijl werken en gezamenlijk tentoonstellen. Dit soort kunstenaarsgroep, dat soms een manifest uitgeeft waarin de nieuwe stijl wordt omschreven, wordt meestal niet gezien als kunstenaarsinitiatief maar beschouwd als een kunststroming of schilderstijl.

### Open atelierdag(en) en kunstroute
Vaak behoren de open atelierdag(en) en kunstroute ook tot een initiatief van kunstenaars. Deze dagen en routes worden door kunstenaars georganiseerd, die op een bepaalde dag of dagen (meestal weekend) hun ateliers openstellen voor het publiek. Vaak is er een centrale overzichtsexpositie van deelnemende kunstenaars met een catalogus of brochure, waardoor men zich een overzicht kan verschaffen alvorens een aantal of alle van de afzonderlijke ateliers te bezoeken.

## Geschiedenis

### Tot heden
- EMG Faktors, Groningen, opgericht 2012
- Artoll Labor, Bedburg-Hau, Duitsland, kunstlocatie opgericht in 1994
- De Nieuwe Gang, Kunstenaarsinitiatief, Beuningen
- Paraplufabriek, Nijmegen, hedendaags kunstenaarsinitiatief
- Ruigoord, Halfweg, Amsterdam, kunstlocatie, ontstaan circa 1970
- Villa De Bank, Enschede, kunstlocatie, opgericht in 1985
- W139, Amsterdam, kunstlocatie, opgericht in 1979
- De Fabriek, Eindhoven, kunstenaarsinitiatief, opgericht 1980
- Landbouwbelang en De Brandweer, Maastricht, ontstaan in resp. 2002 en circa 2010
- De WAR, Amersfoort, opgericht 2022

### Tweede helft 20e eeuw
- After Nature, Amsterdam, kunstenaarsgroep op basis van stijl, 1987-1995
- Archipel, Apeldoorn, kunstenaarsinitiatief, 1988-2005
- Aorta, Amsterdam, kunstlocatie, ca. 1979-1985
- Browserbased, Amsterdam, netwerk rondom internetkunst, 2001-heden
- Consortium, Tentoonstellingsplatform voor actuele kunst, Amsterdam, 1996-2008
- Schottenburch, Amsterdam, 1979-1988
- De Ateliers, Haarlem, kunstopleiding opgericht in 1963 nu: De Ateliers, Amsterdam
- De Enschedese School, Enschede, productie en verspreiding van kunst per post, 1976-1996
- De Nieuwe Realisten, Den Haag, jaren 70
- De Posthoorngroep, Den Haag, tentoonstellingslocatie heeft bestaan van 1956 tot 1962
- Fluxus, internationale kunststroming op basis van stijl opgericht in 1962
- Fugare, Den Haag, kunstenaarsgroep ontstaan in 1960, tot 1967
- Gemeenschap Beeldende Kunstenaars, Gelderland, belangenvereniging, opgericht in 1946
- Haags Centrum voor Actuele Kunst, Den Haag, kunstlocatie opgericht in 1978, tot 1996
- Kunsthuis 13, Velp, podium voor hedendaags theater, muziek en beeldende kunst, nu: theaterzaal Kastanjelaan13
- Kunstvlaai, Amsterdam, alternatief kunstevenement in de Westergasfabriek, alternatief voor de KunstRAI
- Mühlheimer Freiheit, Keulen, kunstenaarsgroep opgericht rond 1979
- Nederlandse Informele Groep, Nederland, kunstenaarsgroep op basis van stijl, opgericht in 1958
- Nederlandse Nul-beweging, Nederland, kunstenaarsgroep op basis van stijl  opgericht in 1960, tot 1965
- Neorealisme, Engeland en de Verenigde Staten, beweging op basis van stijl ca. 1958
- Nieuwe figuratie, Nederland, België, beweging op basis van stijl, ontstaan rond 1964
- Nieuwe Haagse School, Nederland, kunstenaarsgroep ontstaan rond 1950
- Nieuwe Vide, Haarlem, kunstenaarsinitiatief, 1997
- Nieuwe Wilden, Nederland, tussen 1980 en 1982
- Nouveau réalisme, Frankrijk, beweging op basis van stijl, ontstaan in 1960
- Safe, Dalfsen, kunstenaarsinitiatief, 1995-2013
- Verve, Den Haag, kunstenaarsgroep ontstaan rond 1950
- Zero, Duitsland kunstenaarsgroep op basis van stijl, opgericht in 1958, tot 1966
- stichting Archief , Den Haag opgericht 1991 tot 1994

### Eerste helft van de 20e eeuw
- Amsterdamse Joffers, Amsterdam, kunstenaarsgroep ontstaan in 1912
- Armory Show, New York, tentoonstelling in 1913 en later
- Bauhaus, Duitsland, opleidingsinstituut door kunstenaars, 1919-1933
- Cobra, Parijs, beweging/stijlrichting ontstaan in 1948
- Dada, Duitsland, beweging vanaf 1916 tot ca. 1920
- De Bergense School, Bergen Noord-Holland, kunstenaarsgroep ontstaan in 1915
- De Onafhankelijken, Amsterdam, vereniging opgericht in 1912 (tot heden)
- De Ploeg, Groningen, kunstenaarsgroep opgericht in 1917
- De Stijl, Nederland, stijlbeweging opgericht in 1917
- Der Blaue Reiter, Duitsland, vereniging opgericht in 1903
- Deutscher Werkbund, Duitsland, beroepsvereniging opgericht in 1907
- Die Brücke, Duitsland, vereniging opgericht in 1905
- Die Freie Sezession, Duitsland, vereniging opgericht in 1910
- Die Neue Sezession, Duitsland, vereniging opgericht in 1914
- Groep van de figuratieve abstractie, Nederland, stijlrichting vanaf ca. 1930-heden
- Liga Nieuw Beelden, Nederland, stijlrichting tussen 1955 en 1969
- Limburgse School, Nederland, tussen 1918-1940
- Magisch realisme, Nederland, stijlrichting ontstaan rond 1925
- Nieuwe zakelijkheid, Duitsland, Mannheim, tentoonstelling in 1925
- Novembergruppe, Duitsland, vereniging opgericht in 1919
- Society of Independent Artists, New York, vereniging opgericht in 1916
- Surrealisme, Parijs, beweging/stijlrichting ontstaan in 1924
- Wiener Werkstätte, Wenen, productiegemeenschap van 1903 tot 1932

### 19e eeuw
- Amsterdams impressionisme, kunststroming op basis van stijl, rond 1890
- Arti et Amicitiae, Amsterdam, kunstenaarsvereniging opgericht in 1839 (tot heden)
- Arts-and-craftsbeweging, Engeland, kunststroming op basis van stijl, 1850-1910
- Berlijnse Sezession, Duitsland, vereniging opgericht in 1899
- Haagse School, Den Haag, kunststroming op basis van stijl, tussen 1860 en 1900
- Münchener Sezession, Duitsland, vereniging opgericht in 1882
- Société Nationale des Beaux-Arts, Frankrijk, tentoonstelling sinds 1862
- Société des Artistes Français, Frankrijk, vereniging opgericht in 1881
- Société des Artistes Indépendants, Frankrijk, vereniging opgericht in 1884
- Salon des Refusés, Frankrijk, tentoonstelling sinds 1863
- School van Barbizon, Frankrijk, schildersgroep tussen 1830 en 1870
- Walden, Bussum,  kunstenaarskolonie opgericht in 1898
- Wiener Secession Wenen, kunstenaarsvereniging opgericht in 1897
- Worpswede, Duitsland, kunstenaarskolonie opgericht in 1889